# Max Maretzek

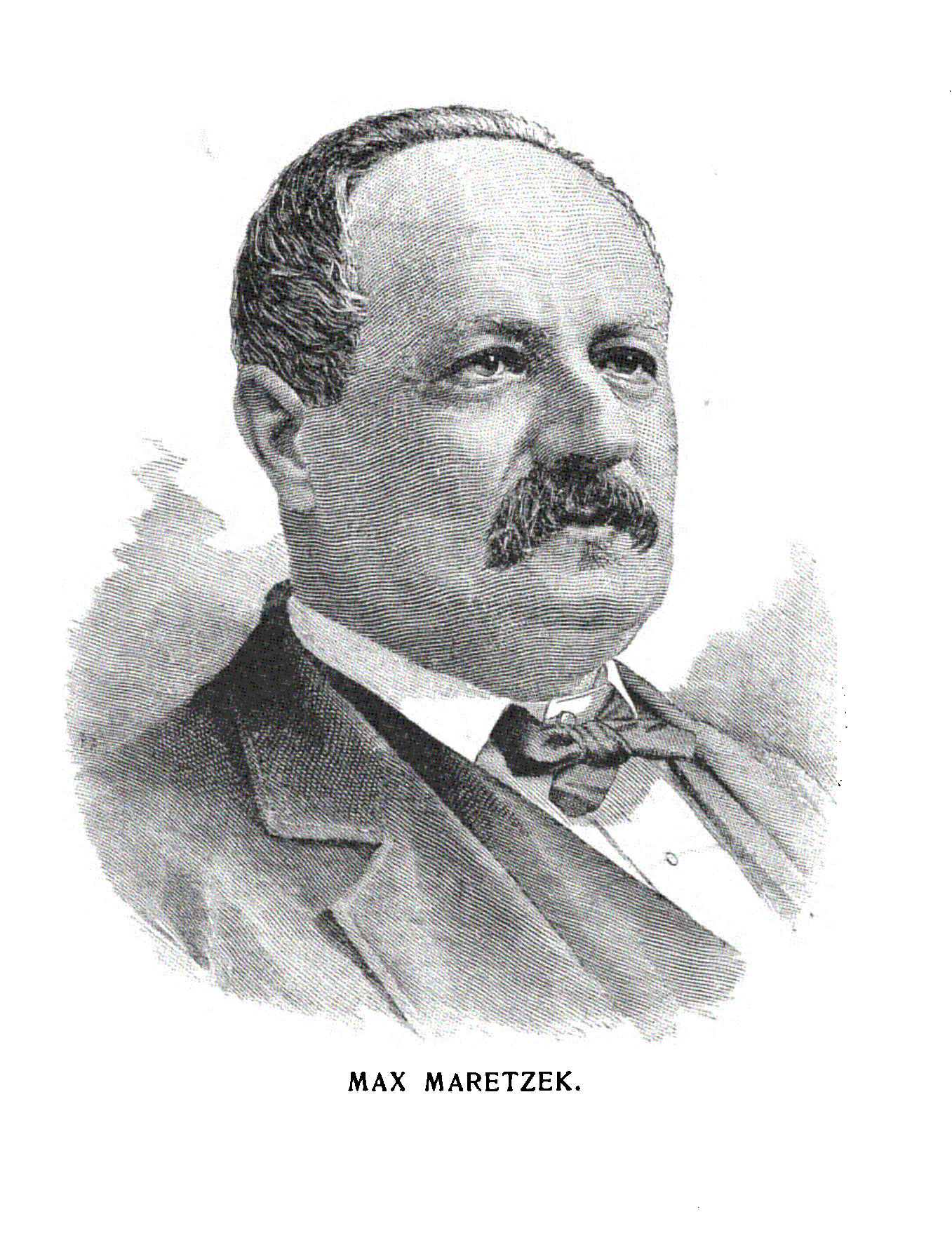
Max Maretzek

Maximilian Maretzek (Maximilian Mareczek, * 28. Juni 1821 in Brünn; † 14. Mai 1897 in New York City) war ein US-amerikanischer Operndirektor, Dirigent und Komponist tschechischer Herkunft.
Maretzek wurde in Brünn, damals in Mähren, geboren. Er studierte an der Universität Wien und war dort Schüler von Ignaz von Seyfried. Er begann seine musikalische Laufbahn als Geiger und Komponist. Im Alter von achtzehn Jahren komponierte er seine erste Oper Hamlet. Ab 1842 trat er als Dirigent in Paris auf, ab 1844 in London. 1848 lud ihn Edward P. Fry, der Manager der Astor Place House Opera Company, nach New York ein.
Nach einer für Fry desaströsen Spielsaison trat dieser zurück, und Maretzek wurde Manager der Astor Place Opera. Er führte das Haus zu neuem Erfolg und reiste mit seinem Ensemble durch die USA. 1850 übernahm er außerdem die Leitung einer Operntruppe aus Havanna.
Später leitete er neben der Astor Place Opera, d. a. die Grand Opera und seit 1854 die Academy of Music. Seine von heftigen Auf- und Abschwüngen geprägte Laufbahn stand stets im Mittelpunkt des Interesses der New Yorker Presse, die ihn als „the indefatigable Max“ und „the Napoleon of Opera“ titulierte. Konkurrierende Unternehmen wie das des Impresarios Max Strakosch in den 1850er Jahren („the war of the Maxes“) und Musikstars, die mit eigenen Companies anreisten wie Jenny Lind, Henriette Sontag und Marietta Alboni, brachten ihn immer wieder in Bedrängnis.
1875 zog sich Maretzek vom Opernbetrieb zurück. Er arbeitete als Gesangslehrer und begann wieder zu komponieren. Es entstand seine zweite Oper Sleepy Hollow, die 1879 uraufgeführt wurde. 1889 wurde sein fünfzigjähriges Jubiläum als Operndirigent mit einem Konzert an der Metropolitan Opera begangen, an dem sich Dirigenten wie Theodore Thomas, Anton Seidl, Frank van der Stucken, Adolf Neuendorff und Walter Damrosch beteiligten.
1855 veröffentlichte er seine Erinnerungen als Operndirektor Crotches and Quavers, die er 1890 mit dem Band Sharps and Flats fortsetzte.

## Werke
- Crotchets and quavers: or, Revelations of an opera manager in America. S. French, New York 1855 (Digitalisat in der Google-Buchsuche).
- Sharps and Flats. A Sequel to "Crotchets and Quavers". American musician Pub. Co., New York 1890.